# Mandevilla kalmiifolia
Mandevilla kalmiifolia är en oleanderväxtart som först beskrevs av Robert Everard Woodson, och fick sitt nu gällande namn av J.F. Morales. Mandevilla kalmiifolia ingår i släktet Mandevilla och familjen oleanderväxter. Inga underarter finns listade i Catalogue of Life.